# 川上优子
川上优子（日语：／ Kawakami Yūko，1975年8月1日—），日本女子长跑运动员。她曾在泰国曼谷举行的1998年亚洲运动会中获得女子10000米金牌。她也曾参加1996年夏季奥运会和2000年夏季奥运会。